# Cratere Negril
Negril  è un cratere sulla superficie di Marte.